# Морган, Чад
Чедвик Уильям Морган (11 февраля 1933 — 1 января 2025) — австралийский кантри- певец и гитарист, известный своим водевильным стилем комических кантри- и вестерн- песен и фолк-песен, выдающимися зубами и нелепым сценическим образом. В связи с его первой записью он был известен как «Шейх Скрабби-Крик».
В феврале 2024 года Морган объявил о завершении карьеры после своего последнего выступления в рамках тура Farewell to Australia 21 апреля 2024 года в возрасте 91 года. 

## Ранний период жизни
Чедвик Уильям Морган родился 11 февраля 1933 года в сельском городе Вондай, штат Квинсленд. Он был старшим из 14 детей его родителей Дэйва и Айви Морган. С раннего возраста его воспитывали бабушка и дедушка, Билл и Ева Хопкинс. После смерти дедушки в 1947 году, вместе с бабушкой, он вернулся в Скрабби-Крик, чтобы жить с матерью и братьями с сестрами. Оба родителя были музыкантами-любителями, его отец играл на аккордеоне, а мать на аккордеоне и мандолине, в то время как Морган учился игре на гитаре. Он бросил школу в 14 лет и нашел работу лесорубом.
По словам Моргана, он записался на прием к стоматологу, чтобы удалить выступающие зубы. «Я так мучился... Но фермерский грузовик сломался». Позже он вспоминал, что был рад, что больше не записывался на прием.

## Карьера
С 1948 года он работал на скотоводческих фермах недалеко от Рокгемптона и тогда он начал сочинять музыку. В текстах песен Моргана используется австралийский сленг, включая такие слова как шилас, дронгом, дилс и гизерс. Его открыли благодаря Часу любителей в Австралии, радиоконкурсу талантов, где он исполнил свою оригинальную песню "Шейх Скрабби-Крика" и благодаря своей песне он стал национальным финалистом. К ноябрю 1952 года он записал этот трек вместе с "You Can Keep Your Wimmln and I'll Stick to My Beer". Он подписал контракт с Regal Zonophone Records (дочерней компанией EMI), которая выпустила его дебютный сингл "The Sheik of Scrubby Creek" в декабре того же года. Некоторыемописывали его как "квинслендского деревенщину" с "невозмутимым, мужланским стилем". Он также проходил национальную службу в Королевских австралийских военно-воздушных силах на базе Эмберли.
Морган много гастролировал в течение своей карьеры, в том числе со Слимом Дасти. За всю свою карьеру он выпустил 18 студийных альбомов и регулярно давал живые выступления. На церемонии вручения наград Country Music Awards of Australia в 1987 году он был включен в Австралийский список славы и в День Австралии он был награждён Орденом Австралии 26 января 2004 года за «службу в кантри-музыке». Морган появлялся в таких фильмах как Newsfront и Dimboola В первом фильме он сыграл эпизодическую роль «певца Redex». Во втором фильме он изобразил Байонета со «всей силой его необычной личности и блеском его успеха в мире развлечений».